# Barnim X Młodszy
Barnim X (XII) Młodszy, zwany Pobożnym, Dobrym, Wielkim, Rycerskim (ur. 15 lutego 1549 w Wołogoszczy, zm. 1 września 1603 w Szczecinie) – w latach 1569–1600 książę na Darłowie, 1573–1600 na Bytowie i Bukowie. Książę szczeciński od 1600, syn Filipa I z dynastii Gryfitów.

## Życiorys
Był szóstym dzieckiem, a zarazem piątym synem Filipa I, księcia pomorskiego, szczecińskiego i wołogoskiego oraz Marii, elektorówny saskiej. Barnim w 1568 ukończył teologię na Uniwersytecie w Wittenberdze. Tamże przebywał pod opieką marszałka Ewalda Massowa i pełnił okresowo funkcję rektora uczelni.
W 1569 przy podziale księstwa otrzymał księstwo darłowskie. W tym samym porozumieniu zagwarantowano mu przejęcie Bukowa i Bytowa w chwili śmierci stryja, Barnima IX Pobożnego, co też nastąpiło w 1573.
Jeszcze w 1569 rozważano możliwość wstąpienia księcia w związek małżeński z Anną Jagiellonką. Jednak rokowania prowadzone na zamku drahimskim z referendarzem koronnym Stanisławem Sędziwojem Czarnkowskim nie zakończyły się sukcesem. Sprawa rozbiła się o żądania cesji terytorialnej na rzecz książąt pomorskich. Anna miała wnieść dziedzicznie starostwa: człuchowskie, drahimskie, pilskie, puckie, tucholskie, ujskie i wałeckie do czasu całkowitej wypłaty posagu, gdyby doszło do bezpotomnej śmierci księcia. Strona polska oferowała posag – 400 tys. złotych polskich, wykluczając z drugiej strony jakąkolwiek cesję terytorialną. Ostatecznie Barnim zaręczył się 3 października 1581 z Anną Marią Brandenburska  (1567–1618), córką Jana Jerzego, elektora brandenburskiego i Sabiny brandenburskiej na Ansbach. 8 października tegoż roku narzeczeni stanęli w Cölln koło Berlina na ślubnym kobiercu. Anna Maria przybyła na Pomorze w lutym roku następnego.
Pod koniec życia, w 1600 Barnim odziedziczył po zmarłym bracie Janie Fryderyku Księstwo Szczecińskie. W związku z tym przekazał swoje dotychczasowe władztwo młodszemu bratu Kazimierzowi VII, a sam przeniósł się do Szczecina. Zmarł tamże 1 września 1603, nie pozostawiwszy potomka, i został pochowany w kościele zamkowym pod wezwaniem św. Ottona 18 października 1603. Rządy w księstwie na krótko (kilka tygodni) przejął Kazimierz VII.

## Genealogia
| Jerzy I pomorski ur. 11 IV 1493 zm. na przeł. 9/10 V 1531 | Jerzy I pomorski ur. 11 IV 1493 zm. na przeł. 9/10 V 1531 |                                                     |                                                     | Amelia reńska ur. 25 VII 1490 zm. 6 I 1525 | Amelia reńska ur. 25 VII 1490 zm. 6 I 1525 |  |  | Jan ur. ? zm. ? | Jan ur. ? zm. ? |                                                   |                                                   | Małgorzata (Anhalt) ur. ? zm. ? | Małgorzata (Anhalt) ur. ? zm. ? |
|                                                           |                                                           |                                                     |                                                     |                                            |                                            |  |  |                 |                 |                                                   |                                                   |                                 |                                 |
|                                                           |                                                           |                                                     |                                                     |                                            |                                            |  |  |                 |                 |                                                   |                                                   |                                 |                                 |
|                                                           |                                                           | Filip I wołogoski ur. 14/15 VII 1515 zm. 14 II 1560 | Filip I wołogoski ur. 14/15 VII 1515 zm. 14 II 1560 |                                            |                                            |  |  |                 |                 | Maria saska ur. 15 XII 1516 zm. w okr. 5–7 I 1583 | Maria saska ur. 15 XII 1516 zm. w okr. 5–7 I 1583 |                                 |                                 |
|                                                           |                                                           |                                                     |                                                     |                                            |                                            |  |  |                 |                 |                                                   |                                                   |                                 |                                 |
|                                                           |                                                           |                                                     |                                                     |                                            |                                            |  |  |                 |                 |                                                   |                                                   |                                 |                                 |
|                                                           |                                                           |                                                     |                                                     |                                            |                                            |  |  |                 |                 |                                                   |                                                   |                                 |                                 |

|  |  |  |  | Barnim X (XII) Młodszy (ur. 15 II 1549, zm. 1 IX 1603) |

### Opracowania
- Kazimierz Kozłowski, Jerzy Podralski, Gryfici. Książęta Pomorza Zachodniego, Szczecin: Krajowa Agencja Wydawnicza, 1985, ISBN 83-03-00530-8, OCLC 189424372. Brak numerów stron w książce
- Edward Rymar, Rodowód książąt pomorskich, Szczecin: Książnica Pomorska im. Stanisława Staszica, 2005, ISBN 83-87879-50-9, OCLC 69296056. Brak numerów stron w książce

### Literatura dodatkowa (online)
- Madsen U., Barnim X. Herzog von Pommern-Rügenwalde und Bütow (niem.), [dostęp 2012-02-19].